# Dolichurus guillarmodi
Dolichurus guillarmodi är en  stekelart som beskrevs av Arnold 1952. Dolichurus guillarmodi ingår i släktet Dolichurus och familjen Ampulicidae. Inga underarter finns listade i Catalogue of Life.